# こうち澪
こうち 澪（こうち みお、2月18日 - ）は、日本の女性声優。大阪府出身。オフィス・ティービー所属。

## 出演

### テレビアニメ
- TARI TARI（2012年、スイカおばさん）
- 凪のあすから（2013年、奥さん）
- はたらく魔王さま！（2013年、店員）

### 劇場版アニメ
- コードギアス 亡国のアキト 第1章「翼竜は舞い降りた」（婦人）

### ゲーム
- THE タクシー2
- とらぶるツインズ
- 龍が如く5 夢、叶えし者
- 龍が如く 極
- 龍が如く6 命の詩。
- 龍が如く 極2
- 龍が如く7 光と闇の行方
- 龍が如く ONLINE（摩耶）
- アプリ「英語順.com 」

### 吹き替え
- エバーウッド 遥かなるコロラドシーズン4
- WITHOUT A TRACE/FBI 失踪者を追え!シーズン4
- 神々の戦い
- 人類滅亡 -LIFE AFTER PEOPLE-
- 7デイズ
- トランスポーター ザ・シリーズ
- ミッシングシーズン3
- メッセンジャー

### ボイスオーバー
- 世界の馬上から
- 地球の誕生
- 教えてからだのミカタ
- UFOハンターズ
- 未確認モンスターを追え!

### CM
- 文化放送CM ナレーション
  - 「仮面ライダー555」
  - ｢犬夜叉｣
- Gyao

### ドラマCD
- 私立クレアール学園

### オーディオブック
- 人生論
- ビジネス頭を創る7つのフレームワーク力

### 朗読劇
- 歌を忘れたカナリヤたち